# Raya e l'ultimo drago
Raya e l'ultimo drago (Raya and the Last Dragon) è un film d'animazione del 2021 diretto da Don Hall e Carlos López Estrada, insieme con i co-registi Paul Briggs e John Ripa.
La pellicola è il 59º Classico Disney.

## Trama
Kumandra, una terra prospera dove gli esseri umani vivono insieme ai draghi, è devastata dai Druun, spiriti oscuri, malvagi e senza mente che trasformano ogni essere vivente sul loro cammino in pietra. Sisu, l'ultimo drago, concentra la sua magia in una gemma e sconfigge i Druun, riportando in vita il popolo di Kumandra, ma non i suoi draghi. Una lotta per il potere sulla gemma divide il popolo di Kumandra in cinque tribù chiamate Fang, Heart, Spine, Talon e Tail, corrispondenti alla loro posizione lungo un gigantesco fiume a forma di drago.
500 anni dopo, il capo Benja della tribù Heart detiene la gemma e addestra sua figlia giovane Raya, una principessa guerriera, a proteggerla. Benja, convinto che Kumandra possa essere riunita, organizza un banchetto per tutte e cinque le tribù. Durante il banchetto, Raya fa amicizia con Namaari, principessa della tribù Fang, che le regala un ciondolo a forma di drago. Raya si fida di Namaari e le mostra la stanza che contiene la gemma, ma Namaari la tradisce come parte di un piano per aiutare Fang a rubare la gemma. Dopo essere stata avvertita dell'attacco, Benja e le altre tribù arrivano e iniziano a combattere per la gemma, spezzandola in cinque pezzi. La distruzione della gemma crea una frattura che libera i Druun, i quali rapidamente prendono il controllo della terra di Heart, pietrificando tutto ciò che viene a contatto con loro. I capi tribù rubano ciascuno un pezzo della gemma e fuggono. Benja si accorge che l'acqua respinge i Druun e getta Raya in un fiume per salvarla, prima di essere trasformato in pietra lui stesso.
Sei anni dopo, Raya attraversa Kumandra alla ricerca di Sisu, sperando che possa creare un'altra gemma e sconfiggere i Druun. A Tail, Raya evoca Sisu, che le rivela di non aver creato la gemma, ma di averla usata a nome dei suoi quattro fratelli, che avevano tutti contribuito con la loro magia alla gemma. Raya e Sisu decidono di recuperare i quattro pezzi della gemma, riassemblarla e usarla per sconfiggere i Druun e riportare in vita coloro che sono stati trasformati in pietra. Durante il viaggio, incontrano Boun, un giovane ristoratore di Tail; Little Noi, una bambina truffatrice di Talon; e Tong, un guerriero di Spine; tutti i quali hanno perso persone care a causa dei Druun. Namaari, sperando di ottenere i frammenti della gemma per la tribù Fang, insegue Raya. Poiché ogni pezzo di gemma che acquisiscono benedice Sisu con i poteri magici di uno dei suoi fratelli, Raya, che non si fida completamente dei loro nuovi compagni, insiste che Sisu rimanga travestita da umana. A Spine, Sisu alla fine si rivela per salvare Raya da Namaari.
A Fang, Sisu convince Raya a proporre un'alleanza con Namaari invece di rubare l'ultimo frammento. Come gesto di fiducia, Raya restituisce il ciondolo che Namaari le aveva dato anni prima. Namaari, divisa tra la sua responsabilità verso Fang e il desiderio di aiutare a sconfiggere i Druun, minaccia il gruppo con una balestra. Sisu cerca di calmare Namaari, ma Raya attacca con la sua spada frustata dopo aver visto il dito di Namaari muoversi sul grilletto, causando il colpo di balestra che uccide Sisu. Con la morte di Sisu, tutta l'acqua si prosciuga, permettendo ai Druun di invadere il regno.
Infuriata, Raya insegue Namaari, e le due combattono mentre i compagni di Raya usano i pezzi della gemma per aiutare la gente di Fang a evacuare. Raya si prepara a uccidere Namaari, ma si calma quando Namaari le ricorda che la sua incapacità di fidarsi degli altri ha portato alla morte di Sisu, e vanno ad aiutare gli altri. Mentre i Druun si avvicinano al loro gruppo, Raya ricorda come la fiducia avesse permesso a Sisu di salvare il mondo. Incoraggia gli altri a unirsi e riassemblare la gemma, mostrando la sua fiducia in Namaari dandole il suo pezzo di gemma e permettendo ai Druun di trasformarla in pietra. Boun, Tong, Noi e i suoi ongis seguono l'esempio, e Namaari riassembla la gemma prima di essere anche lei pietrificata. Questo gesto scatena un'onda d'urto che si diffonde in tutta Kumandra, sconfiggendo i Druun e evocando una tempesta magica che ripristina le acque e riporta in vita tutti, compresi i draghi, che poi riportano in vita Sisu.
Dopo che il gruppo si riunisce con i propri cari, le tribù e i draghi si radunano a Heart per unirsi di nuovo come Kumandra.

## Personaggi
- Raya Benja: la protagonista del film,  è la principessa di Cuore e giovane guerriera alla ricerca dell'ultimo drago. Ha 18 anni e da bambina credeva nei valori del padre, Capo Benja, ma dopo essere stata tradita fa fatica a fidarsi del prossimo.[3][4]
- Sisudatu "Sisu": una draghessa acquatica, ultima della sua specie. Quando entra in contatto con i frammenti della Gemma Drago può usare un potere diverso come trasformarsi in un'umana.[5]
- Tuk Tuk: l'animale da compagnia di Raya e il suo fidato destriero simile a uno scarabeo stercorario e un armadillidiidae capace di spostarsi rotolando e avvolgendosi nella sua corazza.
- Namaari Zhijie: l'antagonista secondaria del film, è la principessa del clan di Zanna, è una guerriera forte e coraggiosa che farebbe di tutto per il bene di Zanna. In passato è stata l'acerrima nemica-rivale di Raya e, con il passare del tempo, è diventata amica. Il suo fedele amico animale è un gatto grande e grosso che rappresenta la via di mezzo tra un serval e un ocelotto, il Serlot.
- Boun: un ragazzino di 10 anni gestore di un battello-ristorante, capitano dell'imbarcazione e cuoco proveniente dalla terra di Coda. Da quando la sua famiglia è stata pietrificata non è più sceso dal battello-ristorante.
- Tong: un formidabile gigante, ultimo superstite del clan Dorso. Sebbene apparentemente sembri minaccioso in realtà ha un grande cuore e ha una benda sull'occhio sinistro.
- Noi Chai: una bambina di 2 anni più furba e sveglia di quanto appaia, in compagnia dei ladruncoli Ongi, che considera la sua famiglia. Da quando ha perso i suoi genitori, ha iniziato una vita da ladruncola per le strade di Artiglio.
- Ongi: piccole creature dall'aspetto a metà tra una scimmietta e un pesce gatto che aiutano Noi nei suoi furti.
- Capo Benja: padre di Raya e sovrano delle Terre del Cuore. Ha sempre creduto che ci fosse speranza di riunire i cinque regni in Kumandra.
- Virana: madre di Namaari e sovrana delle terre di Zanna. A differenza della figlia crede che il ritorno dei draghi possa significare la fine di tutto quello che hanno costruito.
- Daniel ”Dang” Hai: il capo del regno di Artiglio. Dopo essere stato pietrificato è stato sostituito da una donna anziana molto crudele.
- I Druun: gli antagonisti principali del film, sono delle entità oscure, malvagie, senza mente, minacciose e cataclismiche che hanno invaso il regno di Kumandra. Rappresentano l'opposto dei draghi poiché invece di portare vita portano distruzione, e tramutano in pietra qualunque essere vivente incontrino sulla loro strada. Le uniche cose che li possono fermare sono la Gemma Drago e i corsi d'acqua.
- Pengu, Pranee, Jagan, Amba: sono i fratelli e le sorelle di Sisu, e ognuno di loro ha un potere speciale che li caratterizza: Amba può illuminarsi, Pranee è una mutaforma, Jagan genera la nebbia e Pengu governa la pioggia. Cinquecento anni prima si sacrificarono nella lotta contro i Druun, trasferendo il proprio potere a quella che divenne la Gemma Drago che poi affidarono a Sisu come atto di fiducia.

## Produzione
Il 24 maggio 2018 la Walt Disney Animation Studios ha annunciato lo sviluppo del film intitolato Dragon Empire, diretto da Paul Briggs e Dean Wellins, scritto da Kiel Murray e prodotto da Osnat Shurer. Il 24 agosto 2019 il film è stato ufficialmente presentato al D23 Expo col nuovo titolo Raya and the Last Dragon: la sceneggiatura è stata riscritta da Adele Lim, mentre Cassie Steele e Awkwafina sono state scelte come doppiatrici delle protagoniste. Il 27 agosto 2020 vengono annunciati Don Hall e Carlos López Estrada come nuovi registi, Kelly Marie Tran come nuova voce di Raya, Briggs e John Ripa passano a co-registi, e Qui Nguyen e Peter Del Vecho si uniscono rispettivamente a Lim e Shurer.
Il film è ambientato in un mondo fantasy immaginario chiamato Kumandra, ispirato alle culture del Sud-est asiatico di Thailandia, Vietnam, Cambogia, Birmania, Indonesia, Filippine e Laos, paesi visitati dal team di produzione per realizzare le ambientazioni del film.

## Colonna sonora
La colonna sonora del film, pubblicata da Walt Disney Records il 26 febbraio 2021, è curata da James Newton Howard, alla quarta collaborazione con la Disney, dopo le colonne sonore di Dinosauri, Atlantis - L'impero perduto e Il pianeta del tesoro.
L'album include, oltre alle tracce strumentali, anche la canzone Lead the Way eseguita da Jhené Aiko per i titoli di coda. La versione in lingua italiana è intitolata Scegli ed è cantata da Camille Cabaltera.
1. Lead the Way – Jhené Aiko – 3:48
2. Prologue – 5:49
3. Young Raya and Namaari – 3:31
4. Betrayed – 4:39
5. Search for the Last Dragon – 1:18
6. Into the Shipwreck – 2:57
7. Enter the Dragon – 0:57
8. Fleeing from Tail – 1:27
9. Captain Boun – 1:06
10. Journey to Talon – 1:24
11. Sisu Swims – 1:49
12. Dragon Graveyard – 2:58
13. Escape from Talon – 3:47
14. Noi and the Ongis – 2:37
15. Being People Is Hard – 4:09
16. Spine Showdown – 3:31
17. Running on Raindrops – 2:16
18. Plans of Attack – 1:20
19. Brothers and Sisters – 4:03
20. The Meeting – 3:24
21. Storming Fang – 4:14
22. The Druun Close In – 3:03
23. Return – 5:03
24. The New World – 2:40

## Promozione
Il 20 ottobre 2020 viene diffuso il primo poster del film, mentre il giorno seguente è stato distribuito il primo teaser trailer, sia in lingua originale sia in italiano. Il secondo trailer viene distribuito il 26 gennaio 2021 in lingua inglese e il 5 febbraio in lingua italiana. Il terzo trailer viene diffuso il 9 febbraio.

## Distribuzione
La pellicola, inizialmente fissata per il 25 novembre 2020, è stata rinviata a causa della pandemia di COVID-19 prima al 12 marzo 2021 poi anticipata al 5 marzo dello stesso anno in contemporanea nelle sale cinematografiche e su Disney+ con pagamento aggiuntivo per "Accesso VIP", mentre dal 4 giugno è stata resa disponibile gratuitamente a tutti gli abbonati.

### Edizione italiana
La direzione del doppiaggio è a cura di Massimiliano Manfredi, su dialoghi di Roberto Morville, per conto della SDI Media Italy.

## Accoglienza

### Incassi
Costato circa 105 milioni di dollari, Raya e l'ultimo drago si è rivelato un flop al botteghino, avendo guadagnato poco più di 130 milioni di dollari in tutto il mondo, principalmente a causa del numero ridotto di sale durante la pandemia di COVID-19 e alla messa in onda in contemporanea sulla piattaforma Disney+.

### Critica
Sull'aggregatore Rotten Tomatoes il film riceve il 93% delle recensioni professionali positive con un voto medio di 7,7 su 10 basato su 304 critiche; su Metacritic ottiene un punteggio di 75 su 100 basato su 41 critiche, mentre su CinemaScore riceve una valutazione "A" (in una scala da "A+" a "F").

## Riconoscimenti
- 2022 - Premio Oscar[34]
  - Candidatura per il miglior film d'animazione
- 2022 - Golden Globe[35]
  - Candidatura per il miglior film d'animazione
- 2022 - ACE Eddie Awards[36]
  - Candidatura per il miglior montaggio in un film d'animazione a Fabienne Rawley
- 2022 - Annie Award[37]
  - Candidatura per il miglior film d'animazione
  - Candidatura per la miglior sceneggiatura a Qui Nguyen e Adele Lim
  - Candidatura per il miglior montaggio a Fabienne Rawley, Shannon Stein, Todd Fulkerson, Rick Hammel e Brian Millman
  - Candidatura per la miglior colonna sonora a James Newton Howard e Jhené Aiko
  - Candidatura per la miglior scenografia a Paul Felix, Mingjue Helen Chen e Cory Loftis
  - Candidatura per i migliori effetti visivi
  - Candidatura per la miglior animazione dei personaggi
  - Candidatura per il miglior design dei personaggi
  - Candidatura per il miglior storyboarding
  - Candidatura per il miglior doppiaggio a Kelly Marie Tran
- 2022 - Cinema Audio Society Awards[38]
  - Candidatura per il miglior sonoro in un film d'animazione
- 2022 - Critics' Choice Awards[39]
  - Candidatura per il miglior film d'animazione
- 2022 - Golden Reel Awards[40]
  - Candidatura per il miglior montaggio sonoro in un film d'animazione
- 2022 - Producers Guild of America Awards[41]
  - Candidatura per il miglior film d'animazione